# کلروکسی‌مورفامین
کلروکسی‌مورفامین (انگلیسی: Chloroxymorphamine) یک اپیوئید و مشتق اکسی‌مورفون است که به‌طور برگشت‌ناپذیر به‌عنوان آگونیست به گیرنده μ-افیونی متصل می‌شود.